# مارلون أرواخو
مارلون أرواخو هو لاعب كرة قدم برازيلي، ولد في 28 ديسمبر 1987 في Nova Santa Rita ‏ في البرازيل. لعب مع Inter FS ‏.